# Lluís Romero i Pérez
Lluís Romero i Pérez (Barcelona, 1916 - Barcelona, 4 de febrer de 2009) va ser un escriptor català, guanyador dels premis de novel·la Nadal (1951), Planeta (1963) i Ramon Llull (1991). Va destacar també en la seva faceta d'autor d'assajos històrics i biogràfics.

## Biografia
Estudiant de Peritatge Mercantil, durant la Guerra civil va ser empresonat pels republicans al castell de Montjuïc. Més tard va combatre en la Divisió Blava.
Prolífic autor, va obtenir dos dels premis més importants de la literatura a Espanya: el 1951 va rebre el Nadal per la seva obra La Noria, i el 1963, el Planeta per El Cacique. Així mateix li van concedir, el 1982, el Premi Espejo d'Espanya, per Por qué y cómo mataron a Calvo Sotelo, i el 1991, el Premi Ramon Llull de novel·la per Castell de cartes.
És considerat un dels escriptors destacats de la postguerra, i la seva obra té un ampli registre: narrativa breu, novel·la, llibres de viatges, assajos, poesia, etc. Va dedicar una part de la seva producció a la Guerra Civil i a la persona i obra de Salvador Dalí. Pertany al moviment neorrealista hispànic del segle xx.
Va morir a Barcelona el 4 de febrer de 2009.

## Obres

### En castellà
- Cuerda tensa (1950)
- La Noria (1951)
- Ha pasado una sombra (1953)
- Carta de ayer (1953)
- Las viejas voces (1955)
- Los otros (1956)
- Libro de las tabernas de España (1956)
- Esas sombras de trasmundo (1957)
- Tudá (Allá) (1957)
- La noche buena (1960)
- La corriente (1962)
- El cacique (1963)
- Tres días de julio (1967)
- Desastre de Cartagena (1971)
- Todo Dalí en un rostro (1975)
- El final de la guerra (1976)
- Cara y cruz de la República (1980)
- Por qué y cómo mataron a Calvo Sotelo (1982)
- Aguilar Moré con Joan Iriarte (1983)
- Aquel Dalí (1984)
- Dedálico Dalí (1989)
- Salvador Dalí (1992)

### En català
- La finestra (1956)
- El carrer (1959)
- Castell de cartes (1991)